# Campeonato Europeu de Halterofilismo de 1998
O Campeonato Europeu de Halterofilismo de 1998 foi a 77ª edição do campeonato, sendo organizado pela Federação Europeia de Halterofilismo, em Riesa, na Alemanha, entre 27 de abril a 3 de maio de 1998. Foram disputadas 15 categorias (8 masculino e 7 feminino), com a presença de 144 halterofilistas de 29 nacionalidades. Essa foi a 1ª vez em que as provas masculinas e femininas ocorrem num mesmo evento.

## Medalhistas

### Masculino
| Evento   | Ouro                          | Ouro     | Prata                            | Prata    | Bronze                           | Bronze   |
| -------- | ----------------------------- | -------- | -------------------------------- | -------- | -------------------------------- | -------- |
| 56 kg    | Ivan Ivanov · Bulgária        | 282,5 kg | Sedat Artuç · Turquia            | 260,0 kg | Naiden Rusev · Bulgária          | 260,0 kg |
| 62 kg    | Stefan Gueorguiev · Bulgária  | 295,0 kg | Leonidas Sabanis · Grécia        | 292,5 kg | Mücahit Yağcı · Turquia          | 290,0 kg |
| 69 kg    | Plamen Zheliazkov · Bulgária  | 330,0 kg | Ergün Batmaz · Turquia           | 320,0 kg | Siarhei Laurenau · Bielorrússia  | 317,5 kg |
| 77 kg    | Zlatan Vanev · Bulgária       | 360,0 kg | Guiorgui Asanidze · Geórgia      | 360,0 kg | Jachatur Kiapanaktsian · Armênia | 355,0 kg |
| 85 kg    | Marc Huster · Alemanha        | 382,5 kg | Pyrros Dimas · Grécia            | 377,5 kg | Dursun Sevinç · Turquia          | 377,5 kg |
| 94 kg    | Oliver Caruso · Alemanha      | 395,0 kg | Ivan Chakarov · Bulgária         | 387,5 kg | Akakios Kakiasvilis · Grécia     | 380,0 kg |
| 105 kg   | Viacheslav Ivanovski · Rússia | 402,5 kg | Yevgueni Shishliannikov · Rússia | 400,0 kg | Dariusz Osuch · Polónia          | 395,0 kg |
| + 105 kg | Ronny Weller · Alemanha       | 465,0 kg | Andrei Chemerkin · Rússia        | 445,0 kg | Ara Vardanian · Armênia          | 425,0 kg |

### Feminino
| Evento | Ouro                         | Ouro     | Prata                        | Prata    | Bronze                          | Bronze   |
| ------ | ---------------------------- | -------- | ---------------------------- | -------- | ------------------------------- | -------- |
| 48 kg  | Donka Mincheva · Bulgária    | 162,5 kg | Siika Stoeva · Bulgária      | 155,0 kg | Anikó Ajkay · Hungria           | 152,5 kg |
| 53 kg  | Izabela Dragneva · Bulgária  | 182,5 kg | Dagmar Daneková · Eslováquia | 177,5 kg | Anna Strumbu · Grécia           | 157,5 kg |
| 58 kg  | Neli Yankova · Bulgária      | 192,5 kg | Dominika Misterska · Polónia | 190,0 kg | María Jristoforidu · Grécia     | 182,5 kg |
| 63 kg  | Guergana Kirilova · Bulgária | 207,5 kg | Valentina Popova · Rússia    | 202,5 kg | Josefa Pérez Carmona · Espanha  | 190,0 kg |
| 69 kg  | Erzsébet Márkus · Hungria    | 215,0 kg | Svetlana Jabirova · Rússia   | 207,5 kg | Beata Prei · Polónia            | 207,5 kg |
| 75 kg  | Mária Takács · Hungria       | 225,0 kg | Ilona Dankó · Hungria        | 22,5 kg  | Mónica Carrió Esteban · Espanha | 215,0 kg |
| +75 kg | Monique Riesterer · Alemanha | 225,0 kg | Erika Takács · Hungria       | 225,0 kg | Agata Wróbel · Polónia          | 225,0 kg |

## Quadro de medalhas
Quadro de medalhas no total combinado
| Ordem | País         | Medalha de ouro | Medalha de prata | Medalha de bronze | Total |
| ----- | ------------ | --------------- | ---------------- | ----------------- | ----- |
| 1     | Bulgária     | 8               | 2                | 1                 | 11    |
| 2     | Alemanha     | 4               | 0                | 0                 | 4     |
| 3     | Hungria      | 2               | 2                | 1                 | 5     |
| 4     | {RUS}}       | 1               | 4                | 0                 | 5     |
| 5     | Grécia       | 0               | 2                | 3                 | 5     |
| 6     | Turquia      | 0               | 2                | 2                 | 4     |
| 7     | Polónia      | 0               | 1                | 3                 | 4     |
| 8     | Eslováquia   | 0               | 1                | 0                 | 1     |
| 8     | Geórgia      | 0               | 1                | 0                 | 1     |
| 8     | Armênia      | 0               | 0                | 2                 | 2     |
| 8     | Espanha      | 0               | 0                | 2                 | 2     |
| 12    | Bielorrússia | 0               | 0                | 1                 | 1     |
| Total | Total        | 15              | 15               | 15                | 45    |